# À la dérive (bande dessinée)
 (juin 2016).
Si vous disposez d'ouvrages ou d'articles de référence ou si vous connaissez des sites web de qualité traitant du thème abordé ici, merci de compléter l'article en donnant les références utiles à sa vérifiabilité et en les liant à la section « Notes et références ».
À la dérive est une bande dessinée de Xavier Coste parue en janvier 2015 aux éditions Casterman. Cette bande dessinée d'aventure raconte un braquage de banque durant la grande crue de Paris de 1910.

## Éditions
- À la dérive, éditions Casterman, 2015  (ISBN 978-2-203-08581-7).